# Серія книг про Алісу Селезньову

## Опис про серію книг про Алісу Селезньову
Серія книг про Алісу Селезньову, написаних Кіром Буличовим, описує пригоди дівчинки Аліси в науково-фантастичному майбутньому кінця XXI століття. Головна героїня, Аліса Селезньова, є дочкою професора біології та директора зоопарку КосмоЗоо, Ігоря Селезньова.

## Список книг
- Дівчинка, з якою нічого не трапиться (1965) Аліса Селезньова, дочка професора, здатна на дивовижні відкриття: від слідів таємничих цивілізацій до порятунку бронтозавра від смертельної хвороби.
- Іржавий фельдмаршал (1968) Аліса та її друг Пашка мандрують у часі та просторі, зустрічаючись із різними історичними особистостями.
- Подорож Аліси (1974) Аліса вирушає в космічну подорож, де їй належить розв'язати нові загадки і подолати небезпеки.
- День народження Аліси (1974) Цього дня Аліса знаходить зниклих інопланетян і встановлює контакт з мешканцем Сіріуса.
- Сто років тому вперед (1978) Аліса подорожує в майбутнє, де на неї чекають нові відкриття і таємниці.
- Мільйон пригод (1982) Збірка чотирьох історій, кожна з яких розповідає про різні пригоди Аліси.
- Лілова куля (1983) Аліса та її друзі досліджують таємничу кулю, яка чинить дивні ефекти на людей і тварин
- Бранці астероїда (1984) Аліса та її батько потрапляють у полон до інопланетян на астероїді.
- Заповідник казок (1985) Аліса потрапляє у світ, де казкові персонажі виявляються реальними.
- Козлик Іван Іванович (1985) Аліса зустрічає козлика, який вміє говорити і має незвичайні здібності.
- Навколо світу за три години (1985) Аліса здійснює подорож навколо Землі на унікальному транспортному засобі.
- Це вам не яблучний компот! (1986) Аліса стикається з незвичайними явищами та істотами в космічному просторі.
- Другорічники (1986) Аліса допомагає своєму другові Пашці, який зіштовхується з проблемами в школі.
- Це ти, Алісо? (1986) Аліса досліджує дивні події, що відбуваються в її школі.
- Гай-до (1986) Аліса вирушає на пошуки таємничої істоти Гай-до.
- В'язні «Ямагірі-мару» (1987) Аліса та її друзі потрапляють у полон до піратів на космічному кораблі.
- Кінець Атлантиди (1987) Аліса подорожує в минуле, щоб дізнатися правду про легендарну Атлантиду.
- Чудовисько біля джерела (1987) Аліса розслідує таємницю чудовиська, що мешкає біля місцевого джерела.
- Місто без пам'яті (1988) Аліса намагається допомогти жителям міста, які втратили пам'ять.
- Підземний човен (1989) Аліса досліджує підводний світ на пошуки затонулого підводного човна.
- Скарб Наполеона (1991) Аліса вирушає на пошуки скарбу, який нібито належав Наполеону.
- Війна з ліліпутами (1992) Аліса та її друзі вступають у боротьбу з інопланетянами-ліліпутами, які загрожують усьому живому на Землі.
- Золотий ведмедик (1993) У цій книзі Аліса зустрічає ведмедика, який володіє незвичайними здібностями і відіграє ключову роль в одній з її пригод.
- Справжнє кіно (1993) Аліса потрапляє у світ кінематографа, де межі між реальністю і вигаданими сюжетами стираються.
- Аліса і хрестоносці (1993) Аліса вирушає в минуле, де вона зустрічається з хрестоносцями і бере участь у їхніх захопливих походах.
- Випромінювач доброти (1994) Аліса досліджує дивний апарат, який нібито здатний впливати на емоції людей, викликаючи в них доброту.
- Діти динозаврів (1996) Аліса допомагає групі динозаврів, які опинилися в нашому часі внаслідок невдалого експерименту.
- Сищик Аліса (1996) Аліса допомагає групі динозаврів, які опинилися в нашому часі внаслідок невдалого експерименту.
- Привидів не буває (1996) Аліса розгадує таємницю привидів, які виявляються не тим, чим здаються на перший погляд.    Гість у глечику (1996) Аліса стикається з незвичайною істотою, яка ховається в глечику і має дивовижні властивості.
- Небезпечні казки (1997) Аліса потрапляє у світ, де казки стають реальністю, і їй належить подолати безліч небезпек.
- Планета для тиранів (1997) Аліса досліджує планету, на якій правлять тирани, і намагається змінити порядок речей.
- Королева піратів на планеті казок (1997) Аліса зустрічає королеву піратів і мандрує планетою, де кожен куточок сповнений казковими істотами.
- Пашка-троглодит (1998) Аліса допомагає своєму другові Пашці, який стикається з незвичними проблемами в стародавньому світі троглодитів.
- Чаклун і Снігуронька (1998) У цій історії Аліса зустрічає справжнього чаклуна і допомагає Снігуроньці врятувати Новий рік.
- Таємниця третьої планети (1998) Аліса вирушає в космічну подорож, щоб розкрити таємницю загадкової Третьої планети.
- Аліса і дракон (1998) Аліса зустрічає дракона, який виявляється не таким страшним, яким його могли б уявити.
- Аліса і чудовисько (1999) Аліса стикається з чудовиськом, яке тероризує місцевих жителів, і намагається знайти спосіб його заспокоїти.
- Секрет чорного каменю (1999) Аліса знаходить таємничий чорний камінь, який має незвичайні властивості і ключ до стародавньої таємниці.
- Стародавні таємниці (1999) Аліса розкриває стародавні таємниці, які були забуті протягом століть.
- Комора Синьої Бороди (1999) Аліса досліджує таємниці комори Синьої Бороди, де зберігаються заборонені предмети і знання.
- Аліса на планеті загадок (1999) Аліса потрапляє на планету, повну загадок і таємниць, які вона має розгадати.
- Аліса і удавальники (1999) Аліса розкриває інтригу удавальників, які намагаються обдурити її та її друзів.
- Аліса на живій планеті (2000) Аліса досліджує планету, на якій все живе взаємопов'язане і має свідомість.
- Аліса в Гуслярі (2000) Аліса потрапляє в місто Гусляр, де на неї чекають нові пригоди і відкриття.
- Зоряний пес (2001) Аліса зустрічає пса, який прибув із зірок і має унікальні здібності.
- Вампір Напівтемрява (2001) Аліса стикається з вампіром Напівтемрявою, який виявляється не таким жахливим, як може здатися.
- Сапфіровий вінець (2001) Аліса вирушає на пошуки сапфірового вінця, який є ключем до великої таємниці.
- Зачарований король (2001) Аліса допомагає королю, який був зачарований злим чарівником.
- Драконозавр (2001) Аліса зустрічає драконозавра, істоту, що поєднує в собі риси дракона і динозавра.
- Виродки і красені (2002) Аліса потрапляє у світ, де зовнішність відіграє вирішальну роль, і вчить жителів цінувати внутрішній світ.
- Принци у вежі (2002) Аліса рятує принців, які були замкнені у вежі злим магом.
- Аліса і Алісія (2003) Аліса зустрічає свою двійницю з паралельного світу і разом з нею долає нові випробування